# Kyrian Jacquet
Kyrian Jacquet (* 11. Mai 2001 in Lyon) ist ein französischer Tennisspieler.

## Karriere
Jacquet spielte zwischen 2016 und 2019 insgesamt 44 Matches auf der ITF Junior Tour. Dreimal nahm er in der Zeit auch an einem Turnier der Junioren in der höchsten Kategorie, an einem Grand-Slam-Turnier, teil. 2018 bei den French Open konnte er mit der dritten Runde sein bestes Ergebnis erreichen. 2019 unterlag er in der zweiten Runde, bei den US Open kam er nicht über die Auftakthürde hinaus. Sein höchstes Ranking war Platz 242 im September 2019.
Bei den Profis spielte Jacquet ab 2018 regelmäßig. Im Jahr 2019 konnte er dort zweimal das Finale eines Futures-Turniers, die unterste Turnierkategorie, erreichen. Am Ende des Jahres stand er auf Rang 624 der Tennisweltrangliste. Anfang 2020 spielte der Franzose in Rennes und Quimper seine ersten Turniere der ATP Challenger Tour. Bei ersterem konnte er ins Viertelfinale einziehen und zwei gesetzte Spieler besiegen. Kurz darauf erreichte er mit Platz 514 seinen Karrierehöchstwert. Nach der Corona-Pause bekam er eine Wildcard für die Einzel-Qualifikation der French Open, wo er in der zweiten Runde ausschied. Im Doppel, ebenfalls mit einer Wildcard ausgestattet, spielte er an der Seite von Corentin Denolly gegen die kolumbianische an Platz 1 gesetzte Paarung aus Juan Sebastián Cabal und Robert Farah. Damit kam er auch zu seinem Debüt auf diesem Niveau.

## Erfolge
| Legende (Anzahl der Titel) |
| Grand Slam                 |
| ATP Finals                 |
| ATP Tour Masters 1000      |
| ATP Tour 500               |
| ATP Tour 250               |
| ATP Challenger Tour (4)    |

### Einzel

#### Turniersiege
| Nr. | Datum            | Turnier   | Belag     | Finalgegner    | Ergebnis  |
| --- | ---------------- | --------- | --------- | -------------- | --------- |
| 1.  | 22. Oktober 2023 | Olbia     | Hartplatz | Flavio Cobolli | 6:3, 6:4  |
| 2.  | 9. Februar 2025  | Chennai   | Hartplatz | Elias Ymer     | 7:61, 6:4 |
| 3.  | 16. Februar 2025 | Neu-Delhi | Hartplatz | Billy Harris   | 6:4, 6:2  |

### Doppel

#### Turniersiege
| Nr. | Datum       | Turnier         | Belag | Partner         | Finalgegner                                  | Ergebnis |
| --- | ----------- | --------------- | ----- | --------------- | -------------------------------------------- | -------- |
| 1.  | 8. Mai 2022 | Aix-en-Provence | Sand  | Titouan Droguet | Nicolás Barrientos Miguel Ángel Reyes Varela | 6:2, 6:3 |